# Épiais

Épiais este o comună în departamentul Loir-et-Cher, Franța. În 1 ianuarie 2022 avea o populație de 119 de locuitori.